# Disciphania moriorum
Disciphania moriorum är en tvåhjärtbladig växtart som beskrevs av R. C. Barneby. Disciphania moriorum ingår i släktet Disciphania och familjen Menispermaceae. Inga underarter finns listade i Catalogue of Life.